# استفانو
فابیو آلوسو ساگادو که بیشتر با نام استفانو شناخته می‌شود، موسیقیدان، ترانه‌سرا و تهیه‌کننده موسیقی است. او همراه با دوناتو پویدا، گروه استفانو و دوناتو را تشکیل دادند و در طی مدت فعالیتشان، سه آلبوم موسیقی در سال‌های ۱۹۹۵ تا ۱۹۹۹ منتشر کردند.
استفانو سابقه همکاری با هنرمندانی مانند خولیو ایگلسیاس، جنیفر لوپز، شکیرا، انریکه ایگلسیاس، گلوریا استفان، پائولینا روبیو و تالیا را داشته است.